# Темпы (платформа)
Те́мпы — остановочный пункт Савёловского направления Московской железной дороги в селе Темпы Талдомского городского округа Московской области. Находится в 113 км от Москвы, расположена на однопутном тупиковом ответвлении Вербилки — Дубна. На платформе останавливаются все электропоезда, следующие по маршруту Москва-Бутырская — Дубна и обратно.
Состоит из одной островной платформы, кассой и турникетами не оборудован. Рядом проходит автомагистраль А104, которая соединяет города Дубна, Дмитров и Москва.
До 1990-х годов на этом месте существовал двухпутный разъезд, на котором происходило скрещение поездов. С обеих сторон от платформы были уложены пути.